# スカイクラッド (ネオペイガニズム)

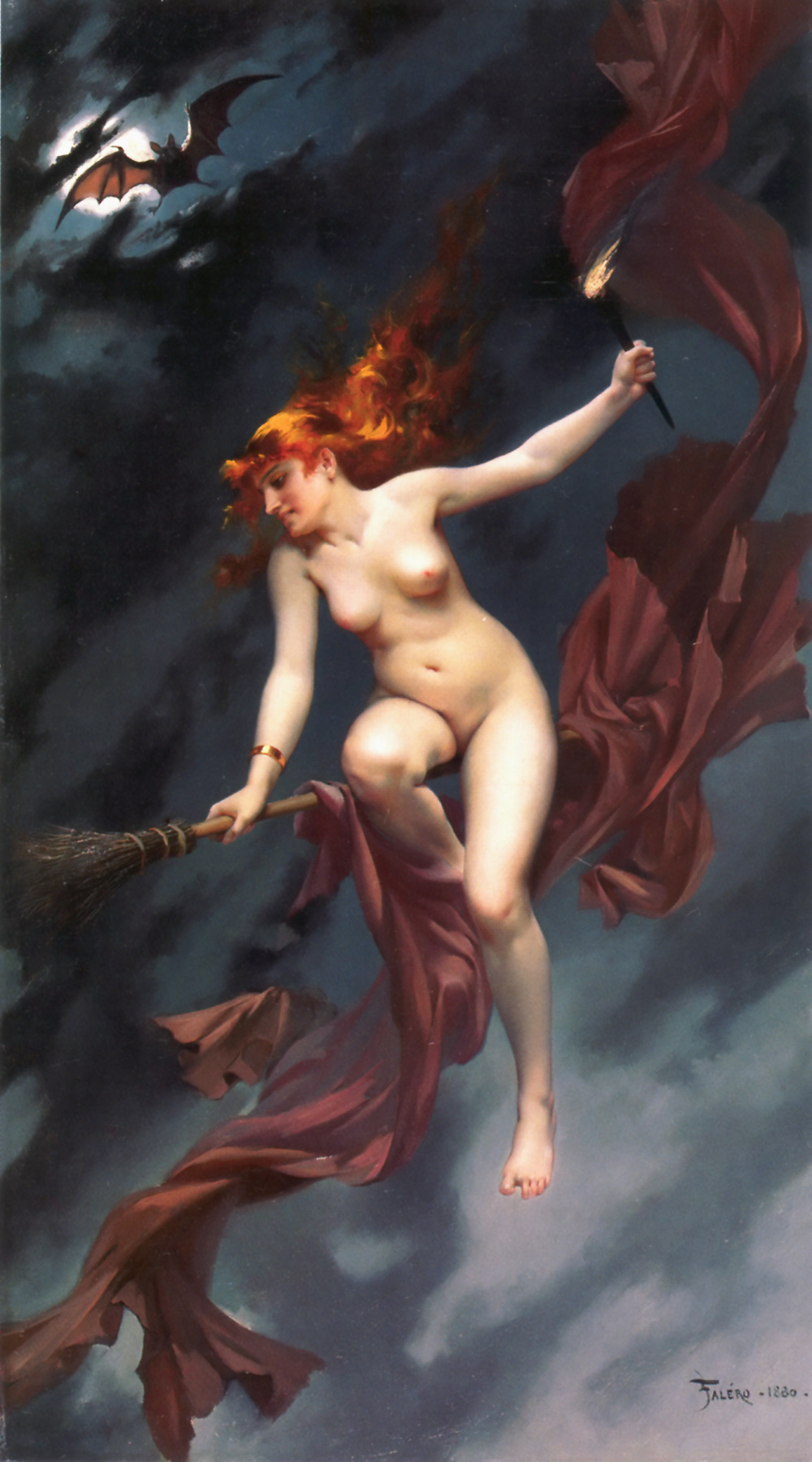
裸の魔女の芸術表現

スカイクラッド (Skyclad、日本語訳: 空衣) は、ウイッカおよびペイガニズム/ネオペイガニズムにおける儀式的な裸の状態を意味する言葉。ウイッカのグループや流派の中には、その儀式の一部または全てをスカイクラッドの状態で行う人々がいる。

## 概要
裸とウイッチクラフトは、視覚芸術において長く関連付けられてきたが、この現代における儀式的なヌードは、一般的にはジェラルド・ガードナーの影響か、『アラディア、あるいは魔女の福音』の一節によるものとされ、主にガードナー派とアラディア派のカヴンの特徴とされている。
ガードナーの『今日の魔女術』は1954年に出版された。同書は、何世紀にもわたって地下宗教として生き残っていた、イングランドにおける異教のウイッチクラフトの同時代の営みについて報告すると主張した。同書では、魔女たちは裸になることによってのみ力を得ることができると考えていると記述されている。儀式におけるヌードはウイッカの正装とされていたが、現代では主にアレクサンダー派ウイッカ、ジョージア派、ブルー・スターのウイッカンたちによって行われている。ガードナー派の典礼文の一部である『女神の説示』は、裸で儀式を執り行うようウイッカンたちに指示している。ガードナーはインドで数年を過ごし、出家者に衣服を捨てるよう要求する宗派であるジャイナ教ディガンバラ派からそのコンセプトを思い付いた蓋然性がある。
この教示の起源は、チャールズ・ゴッドフリー・リーランドの1899年の本、『アラディア、あるいは魔女の福音』に遡る。この本の最初の章の終わりに、アラディアによる次の言葉が記述されている。
そして、あなたたちが本当に自由であるという証として、

儀式中はあなたたちは裸でありなさい

男も女も、あなたへの迫害者が

死に絶えるまで、それを続けなさい
ガードナーは、裸の代わりにスリップやビキニ姿ならあまり力を失わないと考えていた。
レオ・ルイックビーはまた、アルブレヒト・デューラーやサルヴァトル・ローザなどの画家を引用し、ガードナーの方法論における儀式的な裸の源泉として、魔女の伝統的な芸術表現が関係していると指摘している。
ガードナーのプリーステス（女司祭）の一人であるドリーン・ヴァリアンテは、自分が与えられた『説示』のオリジナルバージョンに『アラディア』からの素材があることを看取した時のガードナーの驚きぶりを思い出している。彼女はその後、『説示』を書き直して、もとの『アラディア』の詩句を損なわないようにした。ヴァリアンテ版は広く流通し、版を重ねた。ヴァリアンテは『魔女の聖典 Witchcraft for Tomorrow』の中で、プリニウスの「ブリテンの女性たちは裸で宗教的儀式を行っている」という記述も引用して、魔女の正装は伝統的に裸であると述べた。
ロバート・チャートウィッチは、スカイクラッドの実践の起源が『アラディア』であることを認め、1998年のパッツァリーニの翻訳である「男も女も/あなたたちはすっかり裸でいよう/かれの死ぬその時まで/あなたたちを迫害する者たちの最後の一人の死ぬ時までは」というこれらの行に着目した。チャートウィッチは、ウイッカの儀式的なヌードは、リーランドの「あなたの儀式の中に」という句が混合されたことによる、これらの行の誤訳に基づいていたと主張した。
儀式的な裸は伝統的なウイッカに限ったことではない。そうしたグループでは、儀式的な裸を伴うのは一部の儀式だけということもある。一例として、ストレゲリアは、6ヶ月間スカイクラッドで（儀式を）行い、残りの半年は儀式用のローブを着て祭儀を行う。ウィッカとペイガニズムのコミュニティの中、また特にその外では、単に伝統だからという理由以外に、スカイクラッドを行うことを重視する理由があるかもしれない。スターホークは『聖魔女術 – スパイラル・ダンス』の中で、「裸身は真実を表しているのです、社会的慣習よりも深いところにまで及ぶ真実というものを」「裸形とは、いかなるイデオロギーや慰めになる幻想にも先んじた、真実というものに対する魔女の忠誠心のしるしなのです」と述べている。
「スカイクラッド」という用語は、インドの宗教に由来している。「ディガンバラ」という用語は文字通り「空をまとう」「空衣」（sky-clad）を意味する。ウイッカがイングランドで最初に知れわたった当時、イングランドはインドと緊密な関係を持っていたため、この用語は東方の宗教を知っている英語圏の者にはよく知られていた。特にイングランドでウィッカを普及させたジェラルド・ガードナーは、セイロンとミャンマーで成人期の生活の大部分を費やすほど極東文化に興味を持った著名な民俗学者だったため、この宗教の用語に精通していた蓋然性は非常に高い。

## 歴史
チャールズ・ゴッドフリー・リーランドによると、古来から魔女は全裸になって満月の光に照らされて呪文を唱えていた。また、彼によると、1850年代のアメリカ北部の都市では、夜に可愛らしい少女が全裸で外出して、警察に捕まらないように家の塀などを走り回ることが流行した。リーランドはこの行動を、若い女性が満月の夜に裸で外を誰にも見つからずに走れば好きな異性と結婚できるという古い魔女の呪法に関連付けている。